# 今井久登
今井 久登（いまい ひさと、1962年 - ）は、日本の心理学者、博士（心理学）、学習院大学教授。専門は認知心理学。

## 略歴
- 1987年3月 東京大学 文学部 心理学専修課程 卒業
- 1990年3月 東京大学大学院 人文科学研究科 心理学専門課程 修士課程 修了
- 1995年3月 東京大学大学院 人文科学研究科 心理学専門課程 博士課程 単位取得退学
- 1997年4月 - 1998年3月 東京大学 文学部 助手
- 1998年3月 博士（心理学）取得（東京大学）
- 1998年4月 - 2001年3月 東京女子大学 文理学部 心理学科 専任講師
- 2001年4月 - 2007年3月 東京女子大学 文理学部 心理学科 助教授
- 2007年4月 - 2009年3月 東京女子大学 文理学部 心理学科 教授
- 2009年4月 - 2012年3月 東京女子大学 現代教養学部 人間科学科 心理学専攻 教授（改組による所属変更）
- 2010年6月 - 2011年3月 ボストン大学 心理学部 客員研究員
- 2012年4月 - 現在 学習院大学 文学部 心理学科 教授